# Sobotáles
Jako sobotáles se v dřívějších dobách (do 19. století) označoval plat učitele nižších škol získávaný od vyučovaných žáků, resp. jejich rodičů. Název pochází ze slova sobota, neboť k vyplácení sobotáles docházelo na konci školního týdne v sobotu (někde každou sobotu, někde v delších intervalech, např. čtvrtletně). Dožebrávání se sobotáles učitele v očích veřejnosti velmi snižovalo. Tento stav ukončily školské zákony z let 1867–1869, kdy dozor nad školami ztratily obce a vikáři (dozor svěřen státu – okresním radám), obcím zbyla jen materiální péče o zřizování a udržování škol. Učitel se stal veřejným úředníkem s vyměřeným pravidelným platem vypláceným státem. Jeho sociální prestiž významně vzrostla. Učitelstvo přestalo být jakýmsi podivným mezistavem mezi duchovenstvem a nádeníky.
Před tím, učitel kromě sobotáles někdy dostával také plat od obce nebo od vrchnosti, popřípadě mu byl přidělen k zemědělskému využívání nějaký obecní pozemek, ale ani v souhrnu to zpravidla nepostačovalo k obživě učitele a jeho rodiny, pokud nějakou měl, takže byl leckdy nucen si přivydělávat hraním v kostele nebo po hospodách a podobně.